# Azuurpurperhoen
Het azuurpurperhoen (Porphyrio flavirostris) is een vogel uit de familie van de rallen, koeten en waterhoentjes (Rallidae).

## Verspreiding en leefgebied
Deze soort komt voor in de Verenigde Staten, Argentinië, Bolivia, Brazilië, Colombia, Ecuador, Frans-Guyana, Guyana, Paraguay, Peru, Suriname, Trinidad en Tobago en Venezuela.